# Ermita de la Verge de Fàtima (Creixell)
L'Ermita de la Verge de Fàtima, també coneguda com Mare de Déu de Fàtima, és una obra del municipi de Creixell (Tarragonès) protegida com a Bé Cultural d'Interès Local.

## Descripció
Construcció senzilla de petites proporcions, d'una sola nau, amb una capella al costat de l'Evangeli.
La construcció és de maçoneria amb carreus a les cantonades. La porta d'accés forma un arc apuntat quasi ogival coronat per una creu. A la façana hi ha un petit ull de bou i una espadanya d'un sol ull. La part de darrere té un absis de forma irregular guarnit amb un vitrall.